# Maxillopoda
De Maxillopoda vormden een klasse van de kreeftachtigen. De klasse werd wetenschappelijk beschreven in 1956, door Dahl. Dit taxon wordt tegenwoordig niet meer als monofyletisch geaccepteerd.

## Taxonomie
De klasse was als volgt onderverdeeld:
- Onderklasse Branchiura Thorell, 1864
- Onderklasse Copepoda H. Milne-Edwards, 1840
- Onderklasse Mystacocarida Pennak & Zinn, 1943
- Onderklasse Pentastomida Diesing, 1836
- Onderklasse Tantulocarida Boxshall & Lincoln, 1983
- Onderklasse Thecostraca Gruvel, 1905
  - Infraklasse Ascothoracida Lacaze-Duthiers, 1880
  - Infraklasse Cirripedia Burmeister, 1834
  - Infraklasse Facetotecta Grygier, 1985